# Milan Uzelac
Milan Uzelac (sârbă Милан Узелац, n. 8 aprilie 1950, Vârșeț, RP Serbia, RSF Iugoslavia) este un scriitor și traducător de limba română, doctor în științe și profesor universitar. 

## Studii si cariera
La Vârșeț a terminat școala generală și liceul. În anul 1974 și-a susținut licența la Facultatea de Filozofie din Belgrad. Limba română a studiat-o la Facultatea de Filologie din Belgrad (1977-1978), precum și la cursurile de vară de limba română la București (1984-1988), ca bursier al Uniuniei Scriitorilor din România. 
Magisteriul din filozofie l-a susținut la Facultatea de Filozofie din Belgrad în anul 1980, iar teza de doctorat în anul 1985, la Facultatea de Filozofie din Zagreb. Din anul 1981 și până în 1986 este profesor la Academia Pedagogică din Kikinda. În anul 1986 este numit docent la Academia de Arte a Universității din Novi Sad, iar în anul 1990  este numit conferențiar la obiectul Estetică, la Facultatea de Filozofie din Novi Sad. În anul 1995 este numit de profesor universiar la aceiași facultate, la obiectele Estetică și Ontologia. Din 1986 și până în anul 2007 ține cursuri la Academia de arte din Novi Sad la obiectele Estetică, Estetică muzicală și Istoria filozofiei. Din octombrie 2007 și până în februarie 2011 a fost numit profesor universitar la Facultatea de Filozofie – departamentul pentru filosofie și sociologie din Kosovska Mitrovica (Serbia), și a ținut cursuri din  Filozofia medievală și Ontologia. Actualemente este profesor la Școala Înaltă de Studii pentru Instruirea Educatorilor din Vârșeț, pentru obiectele Curentele filosofice contemporane, Filozofia educației estetice și Bazele filosofice ale teoriilor pedagogice. Este autorul a mai multor volume din domeniul Esteticii, Filozofiei muzicii, Istoriei filozofiei, Fenomenologiei, șprecum și peste zece volume de poezii.
Este deținătorul Premiului Eliberării Vârșețului pentru anul 1999.

## Activitatea de traducător
În colaborare cu poetul Ion Bălan (1925-1976), a elaborat și tradus în limba sârbă Antalogia de poezii a românilor din Voivodina, Într-o zi la Mesici, în anul 1976, și cu Ion Bălan a tradus volumul de poezii Liniștea zorilor a poetului și lingvistului Radu Flora. A tradus din limba română volumul de poezii Lumea fizică a poetului Ioan Flora (1977), iar în 1993 a publicat o traducere de 33 poezii selectate a  poetului Marin Sorescu. Pe lângă poeziile lui Marin Sorescu și Ioan Flora, a tradus și poeziile lui Lucian Blaga, Ion Mircea, Petre Stoica (poet) și Mircea Dinescu.
A publicat în limba română și un volum de eseuri, Rostirea întreruptă (1985), despre opera lui Ion Bălan.
Poeziile și eseurile în limba română a lui Milan Uzelac au fost publicate în revistele și ziarele Transilvania, Ramuri, Luceafărul, Convorbiri literare, Lumina, Libertatea.

## Afilerii
Asociația scriitorilor din Voivodina (1980), Asociația scriitorilor din Serbia (1974), Asociația ziariștilor din Serbia (2005), Asociația ziariștilor din Voivodina (2010) Deutsche Gesellschaft für phänomenologische Forschung (Trier, Germania), Assotiation internationale des critiques d’art (Paris, Franța), International Board of Advisors of Center for Advanced Research in Phenomenology (Boca Raton, Florida, SUA). Deutsche Gesellschaft für Philosophie  (Marburg, Nemačka) [2014],  Deutsche Gesellschaft für phänomenologische Forschung (Trier, Nemačka) [1991],  Martin-Heidegger-Gesellschaft (Meßkirch, Nemačka) [2013].

### Carti din filosofii
- Filozofija igre. Prilog filozofiji igre kod Eugena Finka, Novi Sad 1987.
- Druga stvarnost, Novi Sad 1989.
- Stvarnost umetnickog dela, Novi Sad 1991.
- Uvod u estetiku, Novi Sad 1993.
- Kosmologija umetnosti (Ogled o poreklu fenomenoloske estetike), Novi Sad 1995.
- Delo u vremenu (Poetika Laze Nancica), Vrsac 1997.
- Estetika, Novi Sad 1999; 2003.
- Istorija filozofije, Novi Sad 2004.
- Postklasicna estetika, Vrsac 2004.
- Filozofija muzike, Novi Sad 2005; 2007.
- Horror musicae vacui, Vrsac 2005.
- Metafizika, Vrsac 2006.
- Disipativna estetika. Prvi uvod u Postklasicnu estetiku, Vrsac 2006;
- Uvod u filozofiju (Pojam i predmetno polje filozofije), Novi Sad 2007.
- Metapedagogija I (paideia kao paidia polititike), Vrsac 2007.
- Fenomenologija sveta umetnosti (Uvod u transcendentalnu kosmologiju), Novi Sad 2008.
- Fenomenologija, Novi Sad 2009.
- Predavanja iz srednjovekovne filozofije, Novi Sad 2009.
- Metapedagogija II, Novi sad 2009.
- Inflaciona estetika. Drugi uvod u Postklasicnu estetiku, Novi Sad 2009
- Priče iz Bolonjske šume, Vršac 2009
- Filozofija poslednje umetnosti, Novi Sad 2010
- Glavni pravci savremene filozofije, Vršac 2011.
- Uvod u estetiku. Predavanja u zimskom semestru 1992, Vršac 2011.
- Praktična fenomenologija, Vršac 2011.
- Filozofija obrazovanja BeogrAd, 2016.
- Fenomenologija našeg vremena, Novi sad 2020.
- Uvod u filozofiju, Novi Sad 2021.
- Filozofija muzike, Novi Sad 2022.

### Poesii
- Mera vremena (poesii elese, 1972-2022), 2022.
- Sit personal